# アン・ロスチャイルド
アン・ロスチャイルド（Ann L. Rothschild、1902年3月1日 - 1981年10月22日）は、アメリカ合衆国のヴォードヴィル女優・声優・歌手。別名義にLittle Ann Little、 Annabel Little、Ann Little Wernerがある。
1930年代にベティ・ブープの声で名声を博す。

## 経歴
1902年3月1日、生まれる。
1925年、The Greenwich Village Folliesで合唱をしたのが芸能界における初仕事である。
1930年代、マージー・ハインズ（Margie Hines）からベティ・ブープの声を引き継ぐ。パラマウントの甲高い声の女性を求めたコンテストでベティ・ブープ役を射止めたのだが、身長147センチ・体重45キロの小柄な体型もこの役に向いていた。1931年から1932年には収録と並行して全米各地を巡回してバラエティーショーに出演した。
フライシャー・スタジオのポーリーン・コマナー（Pauline Comanor）とツアーも行った。ベティ・ブープのポーズを取るアンをポーリーンが描いている様子を公開した。
芸能界を引退すると、夫とともにフロリダ州セントピーターズバーグに移る。夫はコン・エジソン（Consolidated Edison）の退職者。1940年代後半、アンはPauline Buhner School of Danceのインストラクターとして演技、歌唱およびダンスを教えた。有名な教え子にキャロル・ベイカーがいる。1951年、インストラクターを引退。
その後は聖書を学び、1954年からユニティ教会（Unity Church）牧師（minister）。
1981年10月22日、フロリダ州リー郡フォートマイヤーズで死去。享年79。

## フィルモグラフィ
| タイトル                                                           | 年   |
| ------------------------------------------------------------------ | ---- |
| Barnacle Bill (短編) (声の出演 uncredited)                         | 1930 |
| My Wife'e Gone to the Country (短編) (as Betty Boopish flappers)   | 1931 |
| The Herring Murder Case (as Herrings Wife)                         | 1931 |
| Little Annie Rooney Annie Rooney (短編) (声の出演 uncredited)      | 1931 |
| Kitty from Kansas City (短編) (as Kitty)                           | 1931 |
| Mask-a-Raid (短編) (as Betty Boop、声の出演 uncredited)            | 1931 |
| Jack and the Beanstalk (短編) (声の出演 uncredited)                | 1931 |
| Dizzy Red Riding Hood (短編) (as Betty Boop、声の出演 uncredited)  | 1931 |
| Any Rags (短編) (声の出演 uncredited)                              | 1932 |
| Boop-Oop-A-Doop (短編) (as Aloysius、声の出演)                     | 1932 |
| Wait Till the Sun Shines, Nellie (短編) (as Betty Boop、声の出演)  | 1932 |
| Swim or Sink (S.O.S) (短編) (as Betty Boop、声の出演 uncredited)   | 1932 |
| A Hunting We Will Go (短編) (as Betty Boop、声の出演)              | 1932 |
| Betty Boop's Bizzy Bee (短編) (as Betty Boop、声の出演 uncredited) | 1932 |
| I'll Be Glad When You're Dead You Rascal You                       | 1932 |
| Betty Boop's May Party (短編) (as Little Ann Little、声の出演)     | 1933 |